# دان لويس (صحفي)
دان لويس (بالإنجليزية: Dan Lewis)‏ هو صحفي أمريكي، ولد في 1950.

## وصلات خارجية
- دان لويس على موقع IMDb (الإنجليزية)
- دان لويس على موقع قاعدة بيانات الفيلم (الإنجليزية)